# Metazaleptus borneensis
Metazaleptus borneensis is een hooiwagen uit de familie Sclerosomatidae.